# 東京湾
東京湾（とうきょうわん）は、日本の関東地方南部に広がる海域で、首都圏臨海部、房総半島、三浦半島に囲まれ、南の浦賀水道で太平洋につながっている湾である。

## 概説

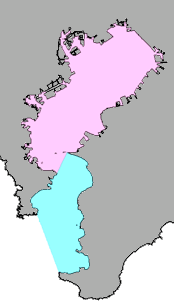
ピンクが狭義の東京湾で、「内湾」と呼ばれる。水色の範囲（浦賀水道）は「外湾」と呼ばれ、これを加えたものが広義の東京湾。

### 狭義と広義
現代の行政上、広義では、千葉県館山市の洲埼灯台から神奈川県三浦市の剣埼灯台まで引いた線および陸岸によって囲まれた海域を指す。
「東京湾」は狭義には三浦半島の観音崎と房総半島の富津岬を結んだ線の北側（左図のピンクの範囲）、広義には三浦半島の剱崎と房総半島の洲崎を結んだ線より北側、すなわち浦賀水道（左図の水色の範囲）を含んだ海域を指す。ピンクの範囲、狭義の東京湾を「内湾」と呼び、水色の範囲すなわち浦賀水道を「外湾」と呼ぶことがある。
狭義の東京湾を、気象庁の津波予報区でも「東京湾内湾」と呼ぶ。
狭義の東京湾の面積は922 km2。広義の面積は、1,320 km2である。
内湾は平均水深が約15 mと水深が浅いが、外湾には急激に深くなる海底谷がある。
広義の東京湾の容積は約62.1 km3で、湾中央の狭くなった部分、すなわち横須賀市観音崎と富津市富津岬の間は、幅が約7 kmしかないことで内湾と外湾では特性が異っており、特に内湾は外海との海水交換が制限された閉鎖性の強い海域となっている。

### 海底地形、埋め立て、島
内湾部の水深は比較的浅く平均水深が約15 mで、富津岬沖には「中ノ瀬」と呼ばれる台地が広がる。
元々遠浅で砂地の海岸が多かったため、江戸時代から現代にかけて、沿岸や浅瀬が相次ぎ埋め立てられた。
徳川家康が1590年（天正18年）に入府した当時の江戸城は、東側は海に面し背後には荒地の武蔵野台地があり、要塞としては格好だったが武家屋敷や町民を収容する平坦地は欠如していたので、家康にとって住居地を確保する「まちづくり」と食の確保のための「航路の建設」を行うことは必須だったので、入府直後の1592年（文禄元年）、築城工事に伴う堀の掘削土を使い江戸城東部に広がる日比谷入江の北部（現在の丸の内や八重洲）を埋め立て、続いて1603年（慶長8年)から江戸城北部の台地を切り崩した土砂などを使い日比谷入江の南部一帯（現在の日本橋・京橋・新橋・築地付近）を埋め立てた。この埋め立て・造成工事により、江戸城周辺の街並みが次第に整備され、幕府の礎も次第に堅固になってゆくことになった。
江戸の町の造成が進んだ1610年代から1620年代にかけて、江戸湊の埋め立ても進み、日本橋本町から東に日本橋小網町、霊岸島などが造成されていった。明和年間（1764年 - 1771年）の江戸末期には中川河口の埋め立てが行われ、隅田川河口とほぼ東西に直線状となった。
埋立地を利用し港湾や商業施設が多数建造されてきた。#東京湾の港、#東京湾と経済
湾内には明治・大正期に造られた海堡（）を始め、70を超える人工島もある。これに対して、自然島は横須賀市沖の猿島および鋸南町沖の浮島など決して数は多くない。
昭和期の大規模な埋立地は、工業地帯やベッドタウンとして利用されている。
現在残されている自然の砂浜は、千葉県の木更津市以南のみとなっている。

#### 東京湾海底谷
外湾部では陸から離れた沖の海底は急激に深くなっており、水深500 m以上に達する東京湾海底谷が認められる。この海底谷は西方の相模トラフへ合流する。
河川を通じて東京湾に流れ込んだ有機物が沈殿しており、栄養が豊富な深海という特異な環境が東京（江戸）の都市化とともに形成されてきた。そのためメガマウスやミツクリザメなど世界的に希少な深海魚が捕獲されることがある。

### 東京湾の港
主な港としては横須賀港、横浜港、川崎港、東京港、千葉港、木更津港がある。
なお横須賀港には米軍横須賀基地や海上自衛隊横須賀地方隊の基地もある。

### 東京湾と経済

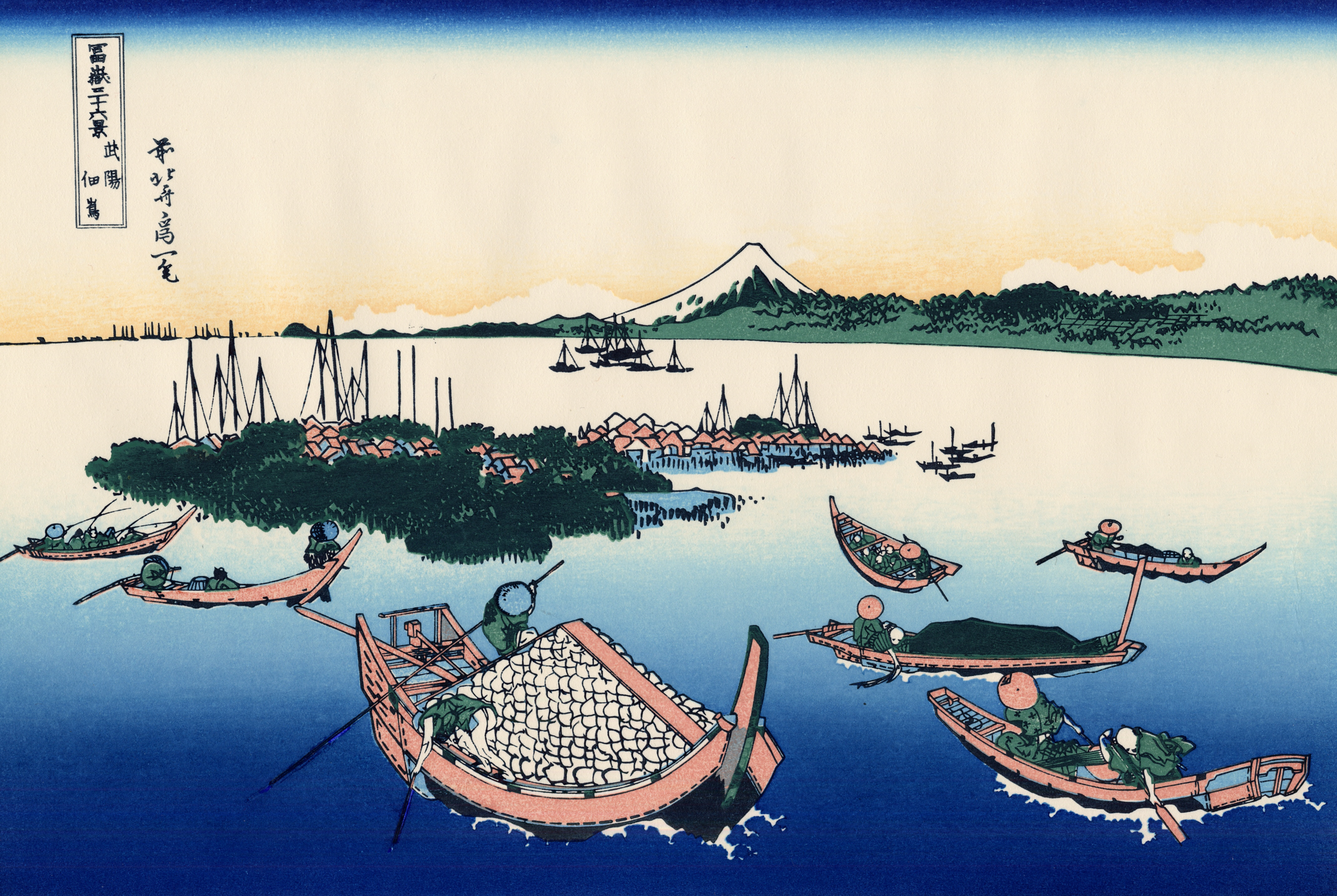
葛飾北斎の名所絵揃物『冨嶽三十六景』の「武陽 佃嶌」。

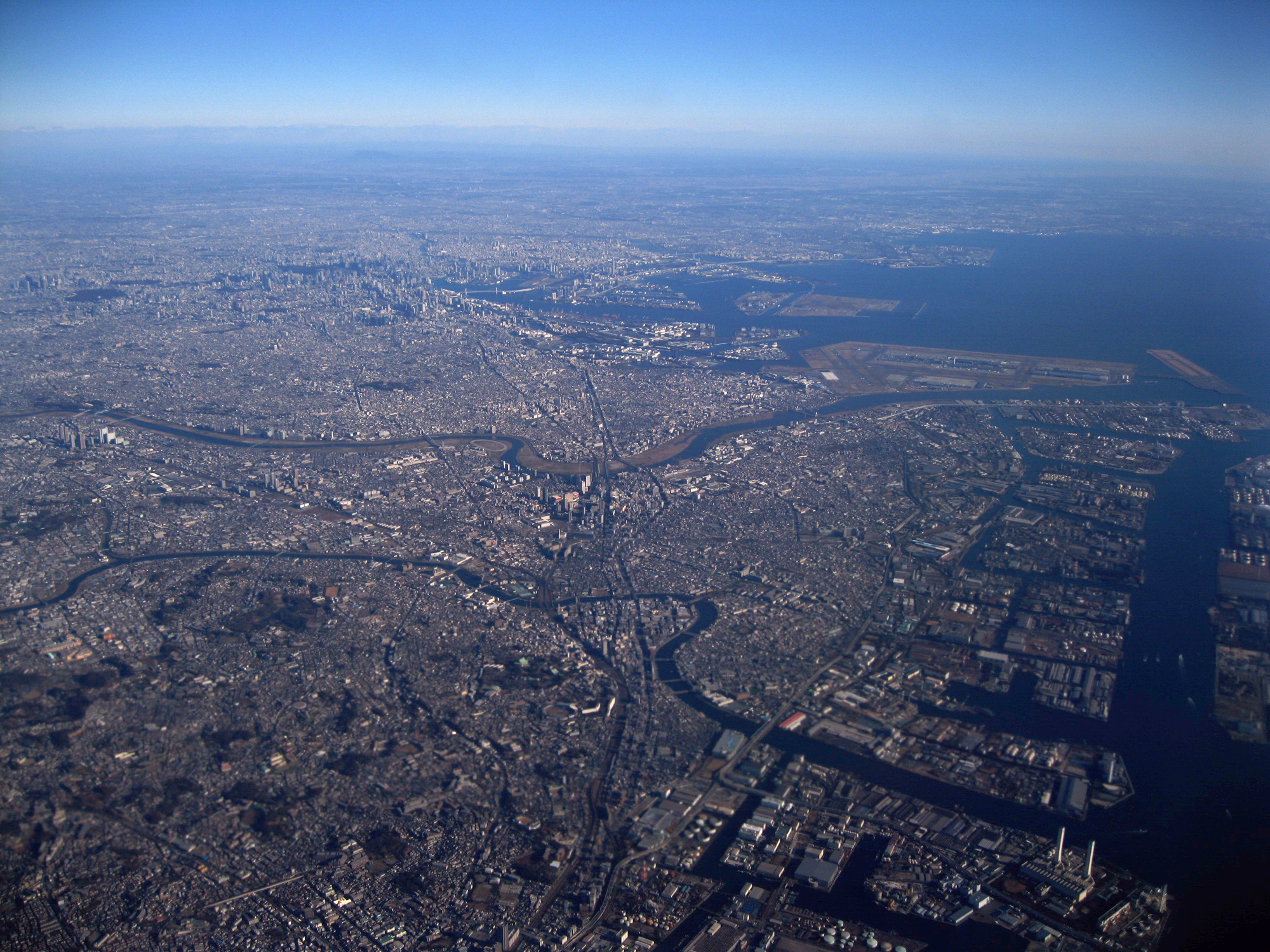
京浜工業地帯

湾奥部は関東平野と接し、江戸時代にはそこで江戸が栄え、江戸前と呼ばれる深川から羽田にかけての狭い海域で漁が盛んで、本芝や芝金杉などでは幕府御用の漁が行われ御菜浦と呼ばれ、品川にも漁師町があり、大川河口には江戸開府以来の歴史を持つ漁師の基地の佃島があり、東端の深川にも漁師町が栄えた。芝の漁場はシバエビ、佃島はシラウオ、深川はハマグリやカキが採れることで有名だった。そのほか江戸前の漁場ではキス、アナゴ、カレイ、ハゼ、クルマエビなど小魚類が大量に採れ、それは江戸市中では「江戸前小魚」と呼ばれ、江戸中期ころには庶民の食卓を彩るようになり、眼の前の湾で採れたばかりの鮮度の良い魚なので江戸前寿司や天ぷらも誕生した。江戸市中には「一日に千両の落ち所」と言われ一日で千両ものお金が動く場所が3か所ありそのひとつが魚河岸（魚市場）で、日本橋川の北岸の日本橋から江戸橋にかけての魚河岸は活気に溢れていた。
現在では東京湾周囲に首都圏が形成されており、東京湾の各港湾は、首都圏約4000万人の生活や経済を支える物流の要である。
港湾近くで発展した京浜工業地帯と京葉工業地域は、加工貿易で国を富ませてきた日本の心臓部である。バブル景気の頃から、オフィス街（臨海副都心と幕張新都心）も開発され、バブル崩壊後は、超高層マンションの建設ラッシュや大型ショッピングセンターの新規オープンなどが相次ぐ。

### 基本データ
以下は、「国際エメックスセンターによる、2009年時の物である。
- 湾口幅：20.9 km
- 面積：1,380 km2
- 湾内最大水深：700 m
- 湾口最大水深：700 m
- 閉鎖度指標：1.78[注釈 5]
- 海域の位置する都道府県：千葉県、東京都、神奈川県
- 総量規制区域。環境基準類型指定水域。

## 呼称の歴史
中世では、この湾全体は単に（武蔵相模上総下総の）内海、あるいは裏海のように呼ばれていた。その後の幕末や明治初期の記録文献類に登場する現在の東京湾に相当する湾の名称もほとんどが「内海」となっている。なお、近世の東京湾を指すとされる「江戸湾」という語は近年になって造られた語（造語）であり、明治時代以前にあった言葉ではない。
江戸時代には「江戸前」や「江戸前海」などの言葉もあったが、江戸前とは漁場を示す言葉であり、主に佃沖の漁場、あるいは品川沖から葛西沖あたりまでの漁場を包括的に指すための言葉で、東京湾のほんの一部を漁場として指すための言葉であった。「江戸前海」も、「房総沖」などと並ぶ、かなり限定された海域のことだった。
明治時代の初期でもこの湾は主に「内海」と表記されていたことは上で説明したが、明治中期以降にこの湾の呼称に「東京」が入るようになったのは明治維新で江戸が「東京」となったことが関係しているものの、地形図では「東京湾」、海図では「東京海湾」となっていて、1974年（昭和49年）の『東京湾史』にようやく、最近「東京湾」に統一された、と書かれた。
なお明治初期まで使われた「内海」という言葉は江戸時代以前に北東の下総常陸国境付近に存在していた「香取海」に対しても用いられ紛らわしいので、昨今では区別のため、古代以前の東京湾のことを「古東京湾」や「奥東京湾」、中世から近世までの湾を「江戸湾」「江戸内海」などと呼ぶことが多い。

## 歴史

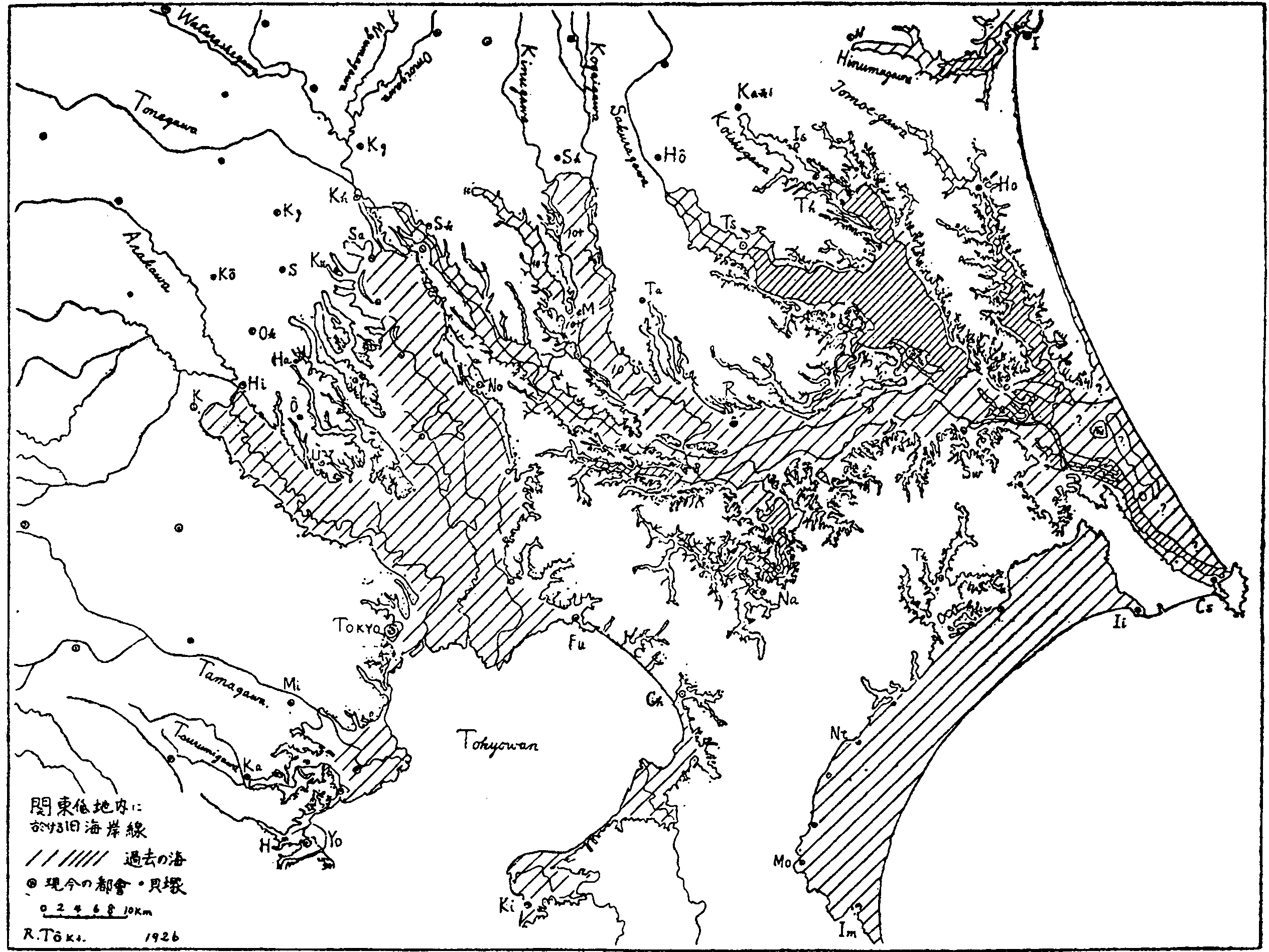
1926年時点の関東平野地図に、縄文海進時代の海進領域（斜線部）を重ねた地図。

12万年前は現在より海水面が高く（下末吉海進）、房総半島は島であった。この頃の湾を「古東京湾」と呼ぶ。
旧石器時代は最終氷期にあたり、氷河が発達していたため海面が現在より著しく低く、浦賀水道付近以北は陸地だった。渡良瀬川と利根川とが現在の大宮台地を挟んで東西側を南流し、現在の内湾の中央付近で合流した後、太平洋への河口へ向けて流れた。これらの河川は大規模な峡谷を作った。
6000年前には縄文海進による海水面の上昇があり、関東地方の海水準は現在より3-4 mほど高かった。東京湾は北へ湾入し、渡良瀬川河道では群馬県邑楽郡板倉町付近まで、利根川河道では埼玉県川越市付近まで湾入したことが貝塚分布から裏付けられる。この頃の東京湾を指して「奥東京湾」と呼ぶ。
3000年前から縄文海退が始まり、渡良瀬川・利根川が沖積層を作り湾入部・峡谷を埋めていった。
その頃より、利根川は流路を変え、大宮大地の東の渡良瀬川河道の地帯を流れるようになり、東京湾へ注ぐこの河道の一帯は広大な氾濫域・低湿地となった。

### 有史以降

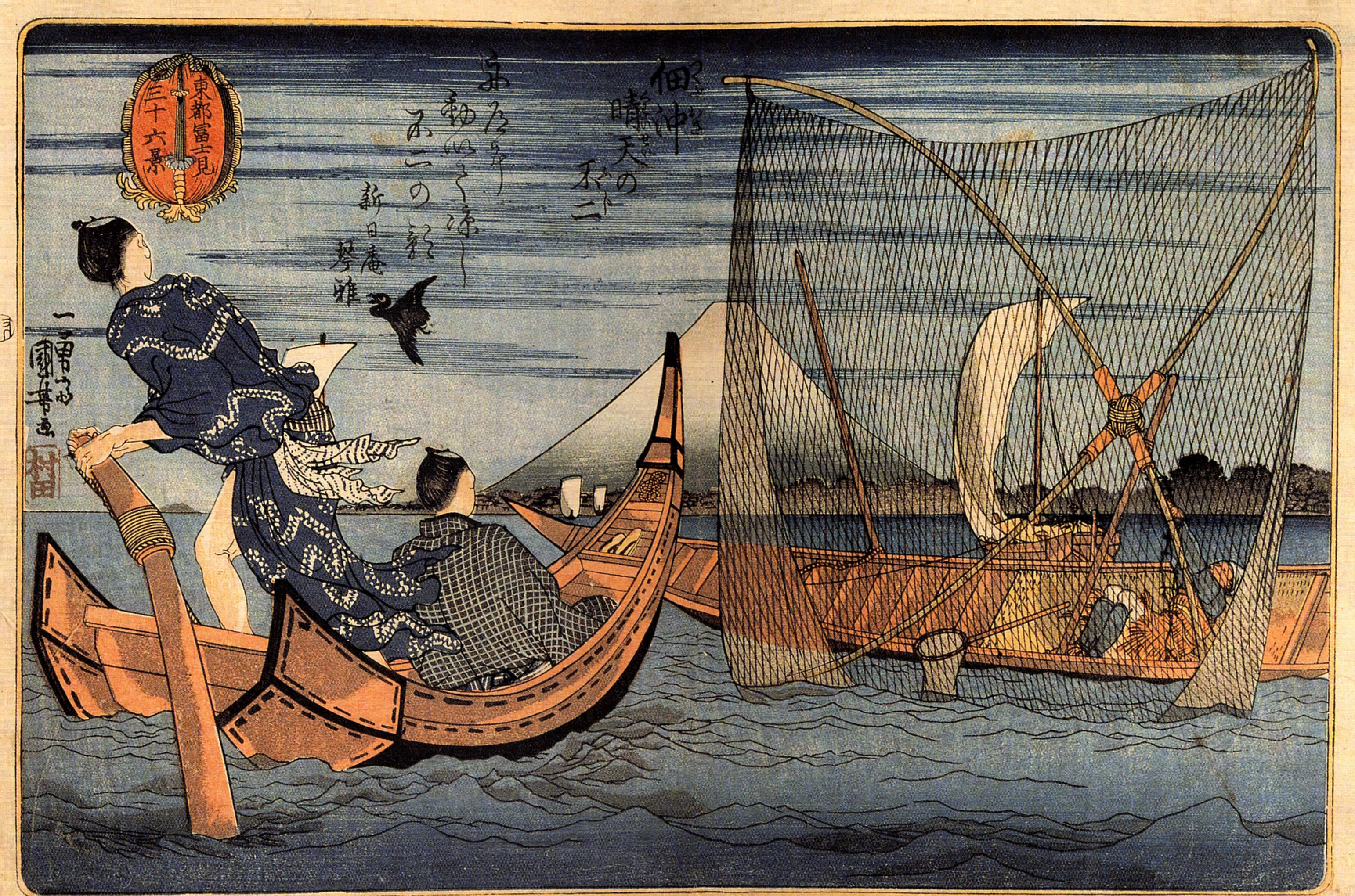
一勇斎国芳（歌川国芳）の名所絵揃物『東都富士見三十六景』の「佃沖 晴天の不二」

かつては武蔵国と下総国とが接する境界は広大な低湿地帯であり両国間は通行に適さなかった。したがって古代の交通路は相模国三浦半島と上総国房総半島との間の東京湾を渡っている。鎌倉時代にも交通路として利用されていた資料が残る。
中世には湾内で海賊衆も活動し、戦国時代には後北条氏と里見氏の水軍の争いの舞台にもなった。
江戸時代には徳川家康以降、幕府によって沿岸の埋め立てが進み、菱垣廻船や樽廻船などの和船による水運が行われ、後期には外国船来航に対する湾岸防備のために品川沖に台場が築かれている。
長らく鎖国状態にあったが、黒船来航の後に日米修好通商条約が結ばれた結果、横浜港が開港。
その後、軍事的側面から明治時代から大正時代にかけて、湾内に人工島（砲台）である海堡（第一海堡から第三海堡）が建設された。
1945年（昭和20年）9月2日には、東京湾に停泊中のアメリカ海軍戦艦「ミズーリ」甲板上で連合国各国代表が見守る中、日本政府代表が降伏文書に署名して第二次世界大戦が終結している。
昭和30年代には、産業計画会議による「東京湾2億坪埋立についての勧告 NEO TOKYO PLAN」や、丹下健三による「東京計画1960」など湾を大規模に利用する計画があった。
1962年（昭和37年）11月18日、京浜運河の沖合でタンカー『第一宗像丸』とノルウェー船が衝突、炎上。41人が死亡する事故が発生。

## 生物と環境保全
東京湾（江戸湾）は多種・大量な魚介類を産し、利根川東遷事業による生態系や環境面における東京湾への影響は明らかになっていないものの、江戸時代までは世界最大の人口を誇った大都市・江戸の人々の胃袋を満たしてきた。
しかし、とくに明治時代以降、沿岸や流入河川の流域では都市化・工業化が進み、埋立地拡大に伴う干潟など自然海岸や浅瀬の減少、水質悪化が深刻になった。特に1970年代に環境汚染はピークを迎え、海の生き物は激減、一時は「死の海」とまで呼ばれる状態にあった。
1980年代以降環境保全の取り組みが進み、水質の改善がみられ。様々な生き物が戻り、少しずつではあるが生態系を取り戻しつつある。アカエイの生息数は国内の沿岸域でも有数であるが、人間への危険性を持ち、お台場や葛西臨海公園や隅田川や荒川などの人間の生活圏にも多く生息するために注意が必要である。上述の通り、東京湾海底谷ではメガマウスやミツクリザメやダイオウイカなどの貴重な深海性の生物が発見されることもある。2005年に川崎区で発見されたホオジロザメは、オスとしては世界最大級の記録だった。ムギワラエビのように希少な固有種も見られる。
外海に面している浦賀水道の水質は比較的に良く、ジンベイザメやマンタ、マンボウなどの大型回遊魚類が館山方面で見られることがある。加えて水温が比較的に高い黒潮の影響を受けるため、南方系の魚やサンゴも生息している。特に、夏には沖縄近海で見られるような魚（死滅回遊魚）の姿を見ることも出来る。また、東京湾沿岸は、アカウミガメの産卵分布としてはほぼ北限であるとされる。
一方、夏場には常態的に貧酸素水塊が発生するなど、まだ取り組むべき課題はある。水質改善により、東京湾には多くの種類の生き物が戻ってきたが、個体数はそこまで増えていないと考えられている。実際に東京湾の漁獲量は、2000年に入っても環境汚染のピークだった1960年代・1970年代から増えておらず、横ばいが続いている。たとえば、ハマグリなども依然として生息数が大幅に減少しており、ウミガメや鳥類や魚類など多くの生物にとって重要な生息地である干潟や藻場や自然の砂浜や浅瀬なども著しく減少した。
後述の通り、本来はニホンアシカや鯨類が豊富に生息していたが、現在ではニホンアシカは絶滅種に認定され、全体的に鯨類自体の出現も限られている。また、セミクジラやコククジラと言った絶滅危惧種の混獲が相次ぎ、本湾におけるスナメリの地方個体群は激減したなど、現在では危機的な状況に置かれている。しかし、ザトウクジラは将来的な東京湾への出現が増加することが予想され、マッコウクジラは現在でも浦賀水道や館山湾や三浦半島など湾口の周辺に来遊する事がある。また、小型のイルカ類や上記のスナメリも少数ではあるが湾内に生息しており、時には大規模なイルカの群れが現れたり、シャチの目撃例も存在する。

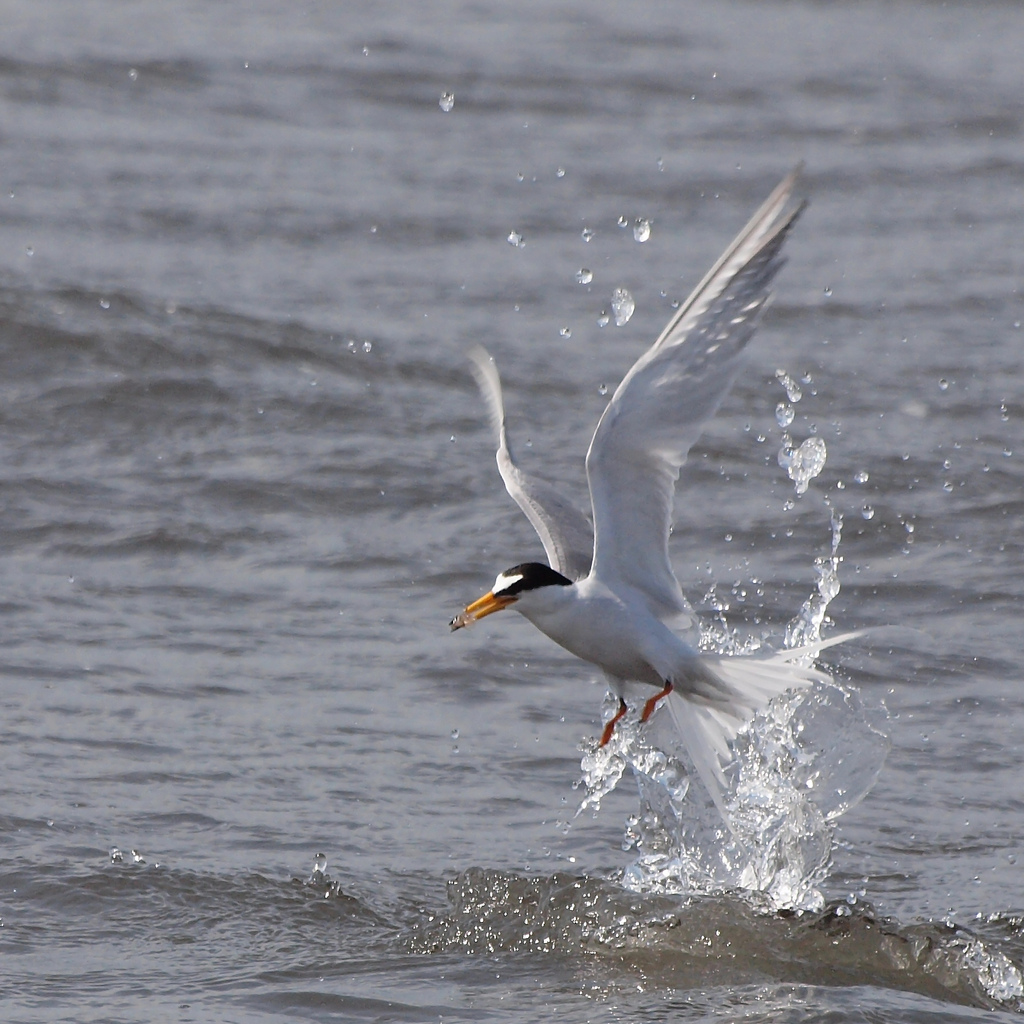
コアジサシ（葛西海浜公園）。
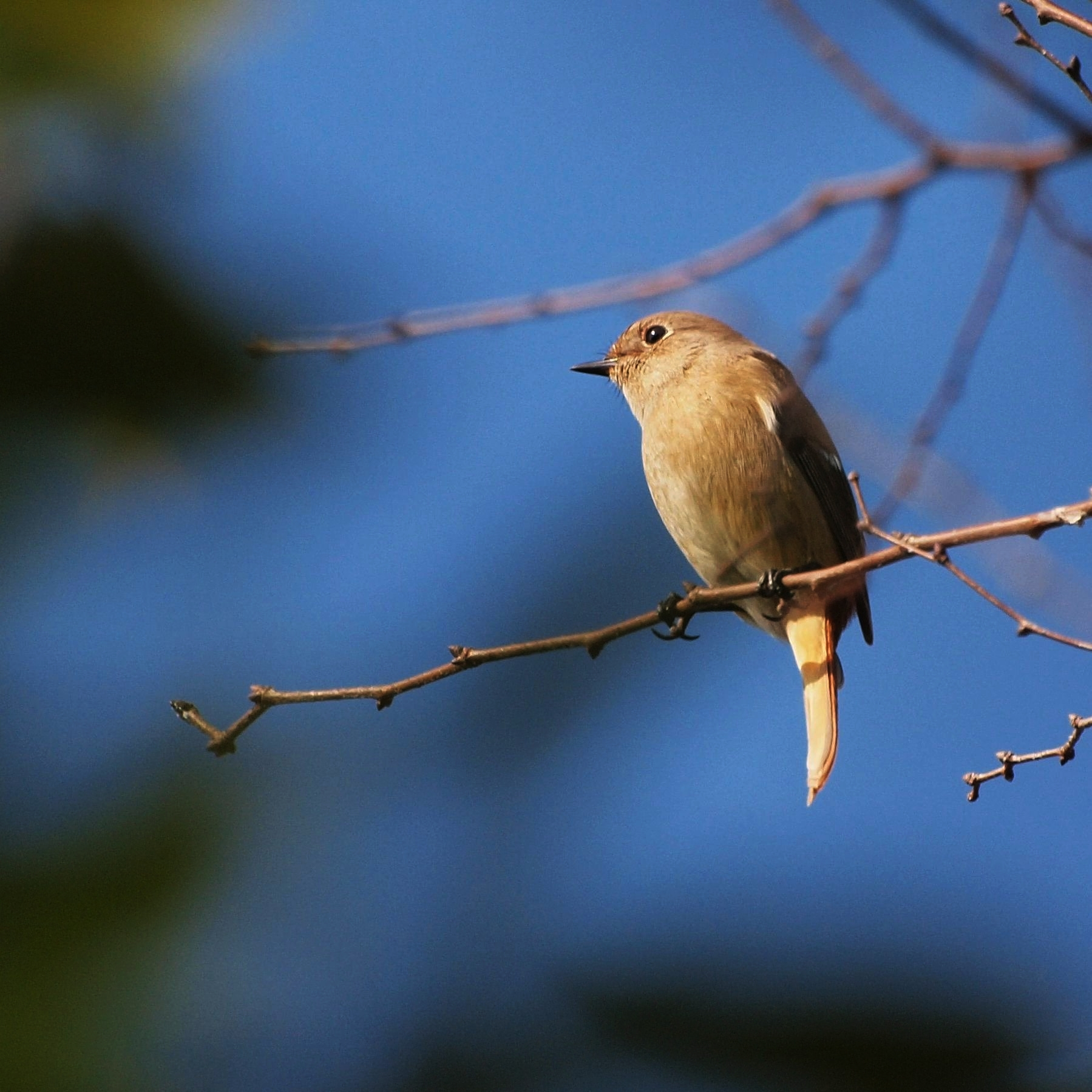
湾岸のジョウビタキ。
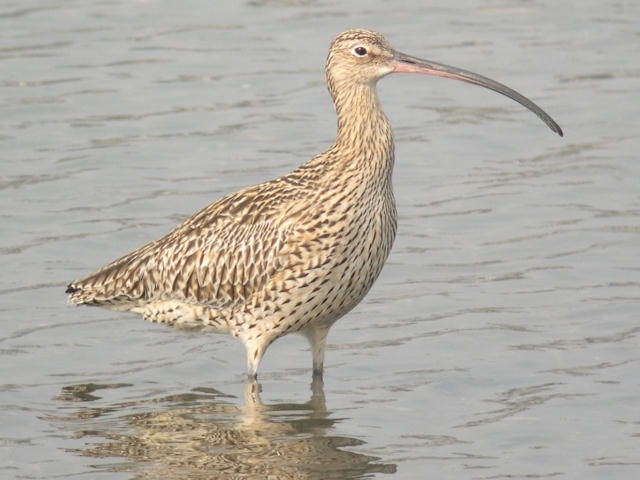
ホウロクシギ（谷津干潟）。
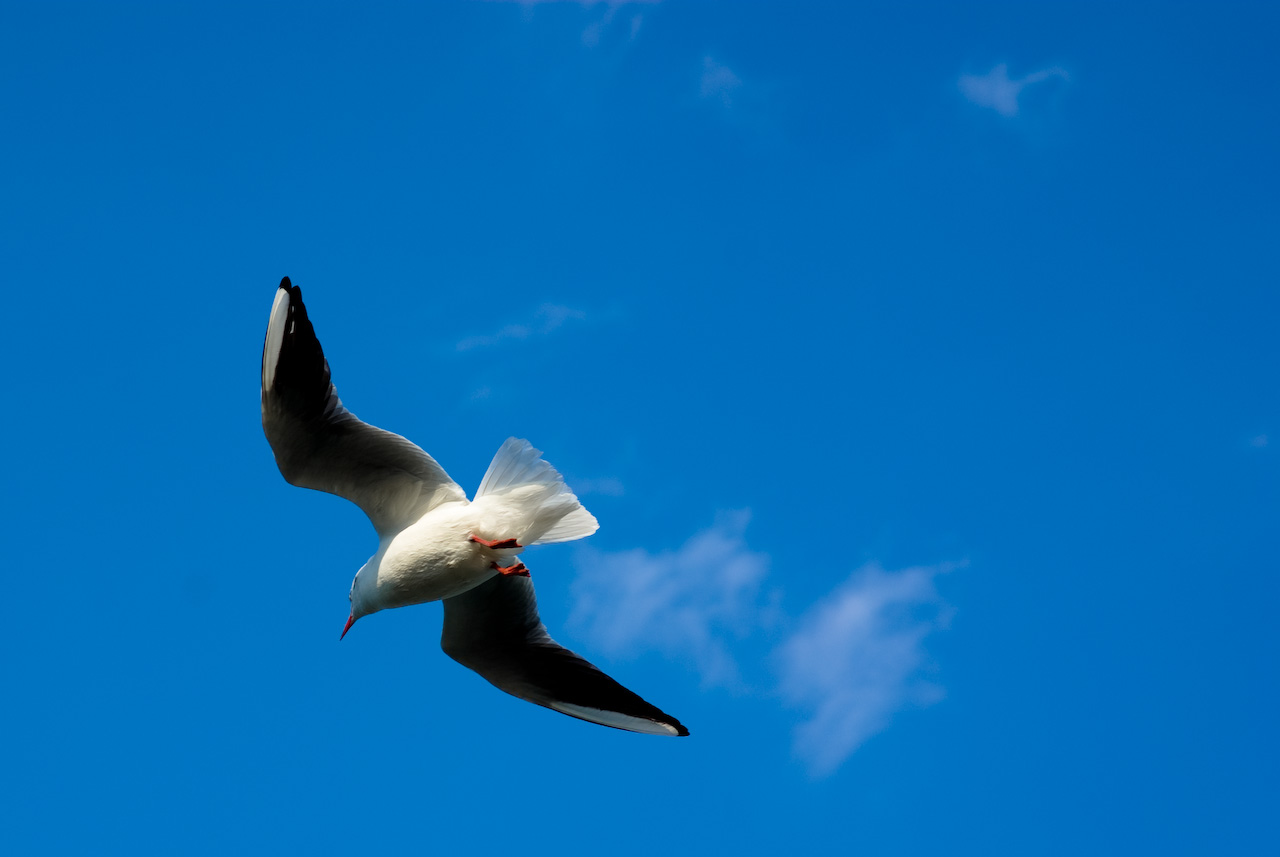
ユリカモメ（山下公園）。
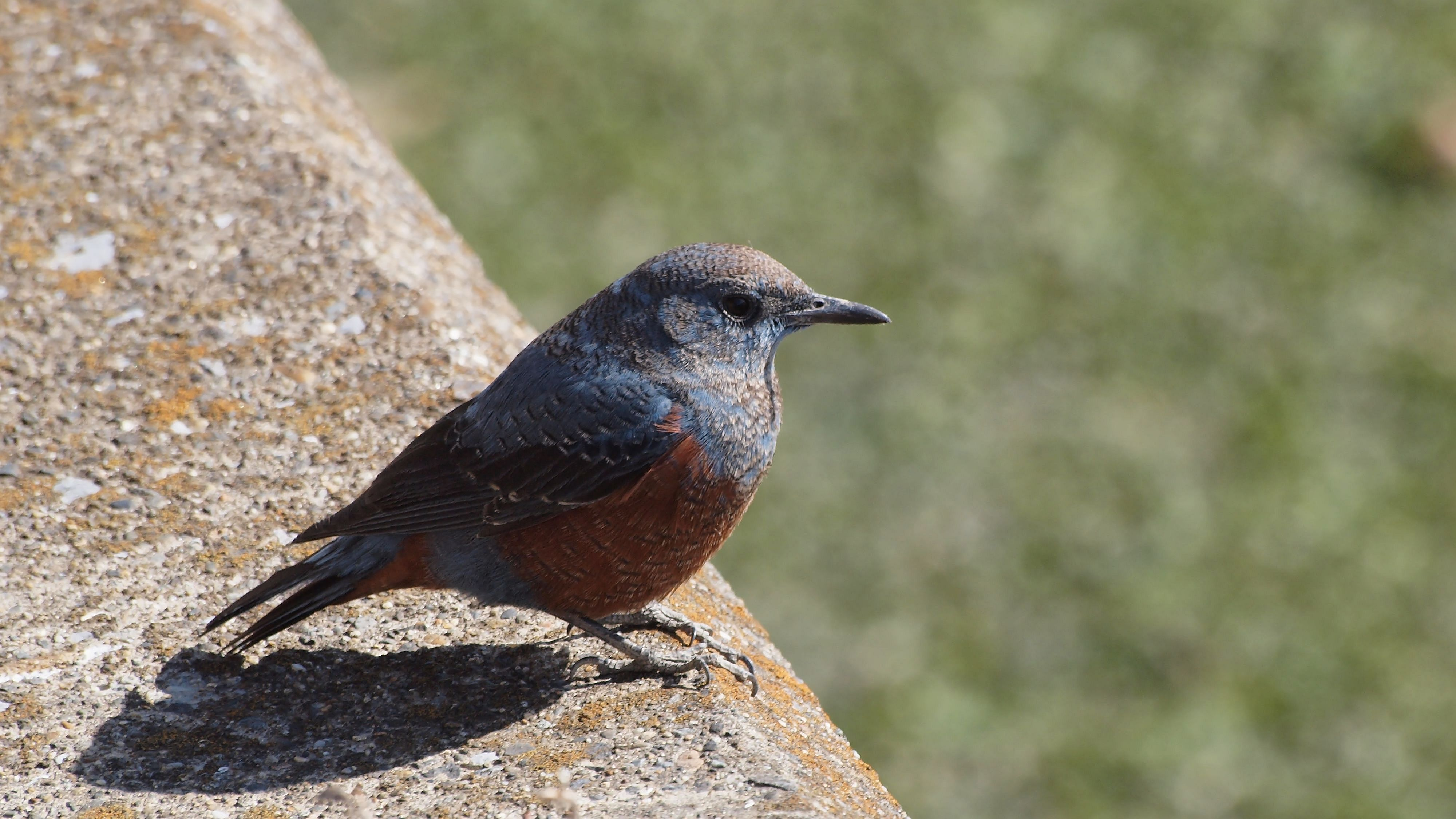
イソヒヨドリ（谷津干潟）。
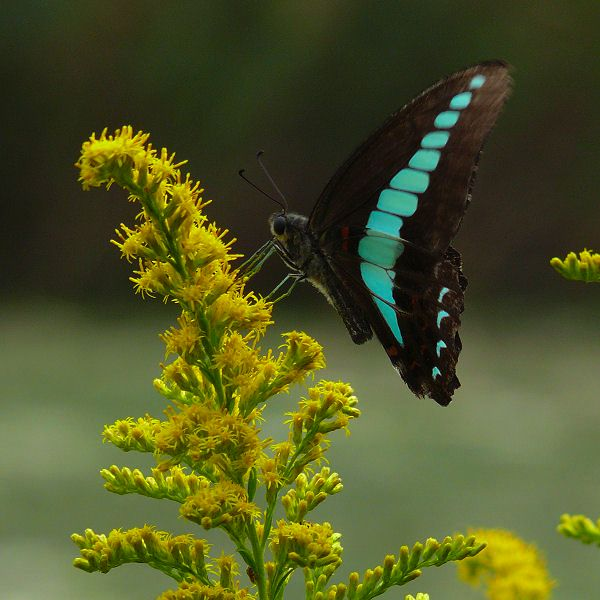
アオスジアゲハ（谷津干潟）。
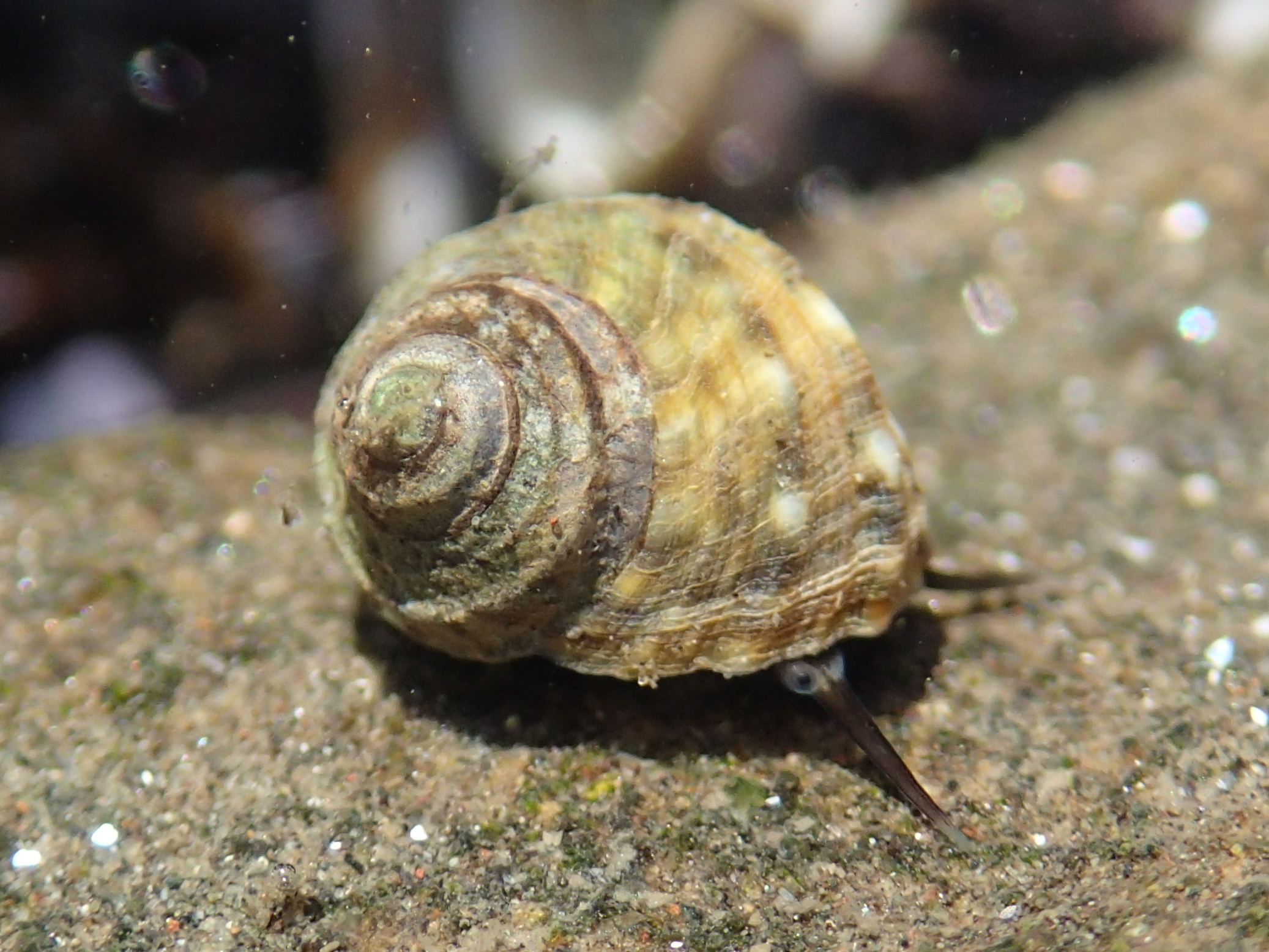
タマキビ（大井ふ頭中央海浜公園）。
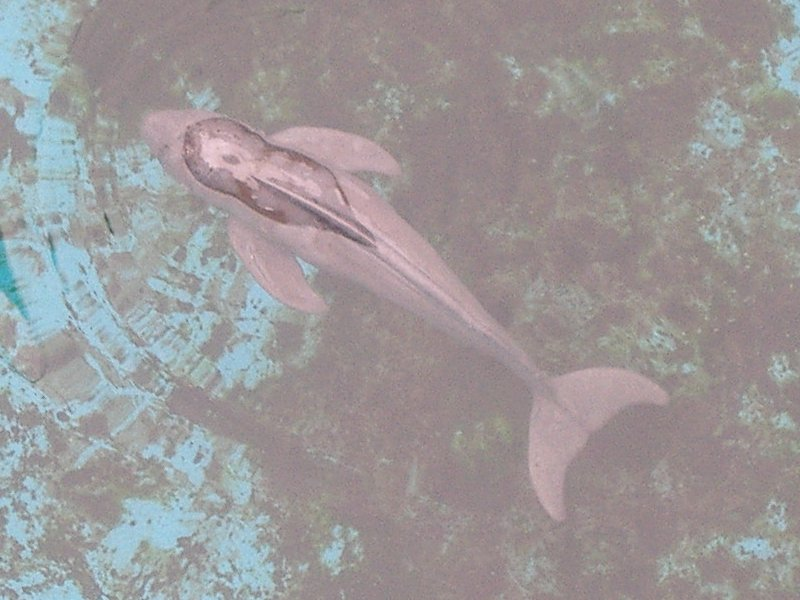
横浜市沖で発見されたスナメリの幼獣。
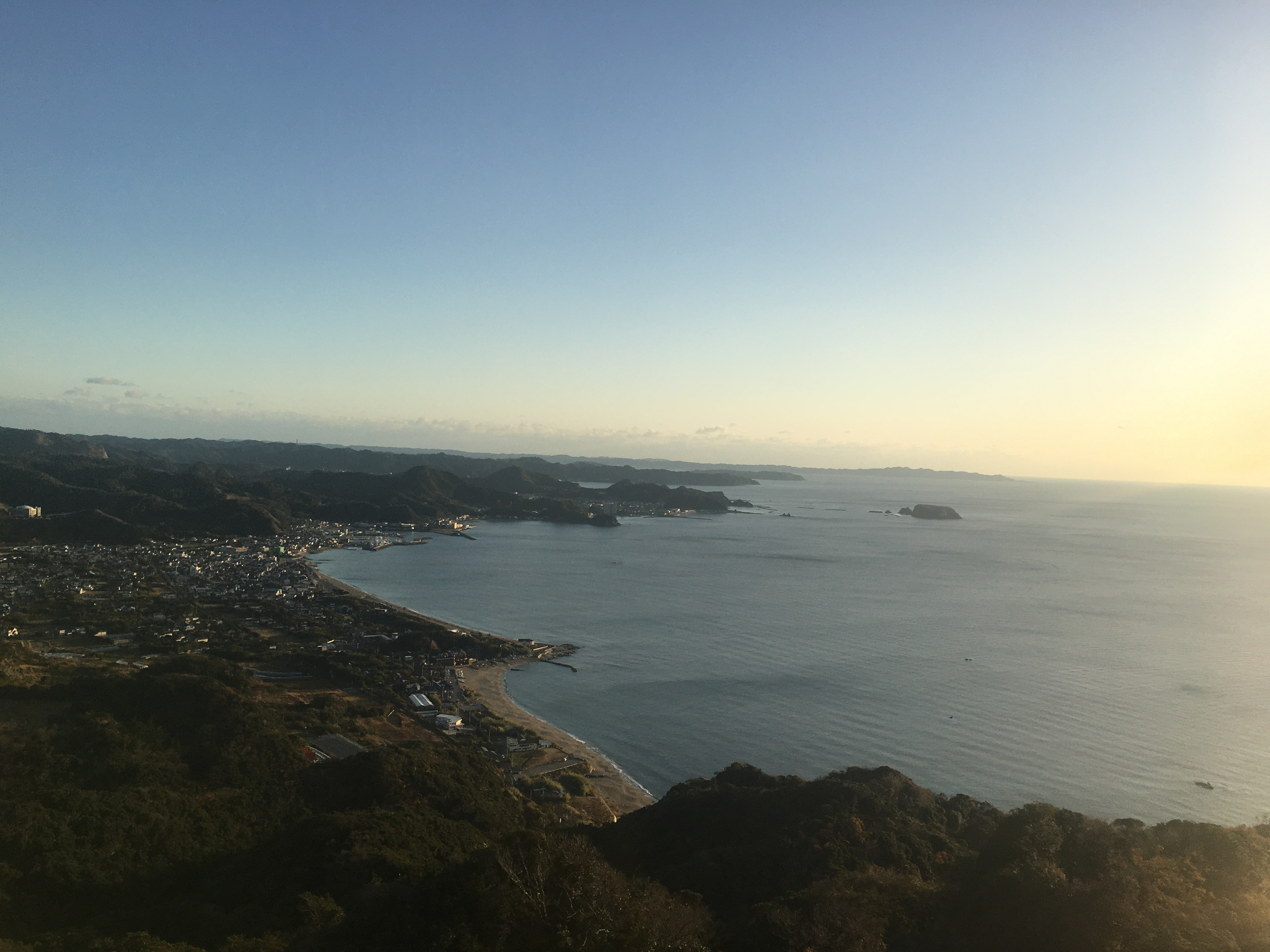
ツチクジラの猟場だった鋸南町の浮島の周辺[注釈 19]。
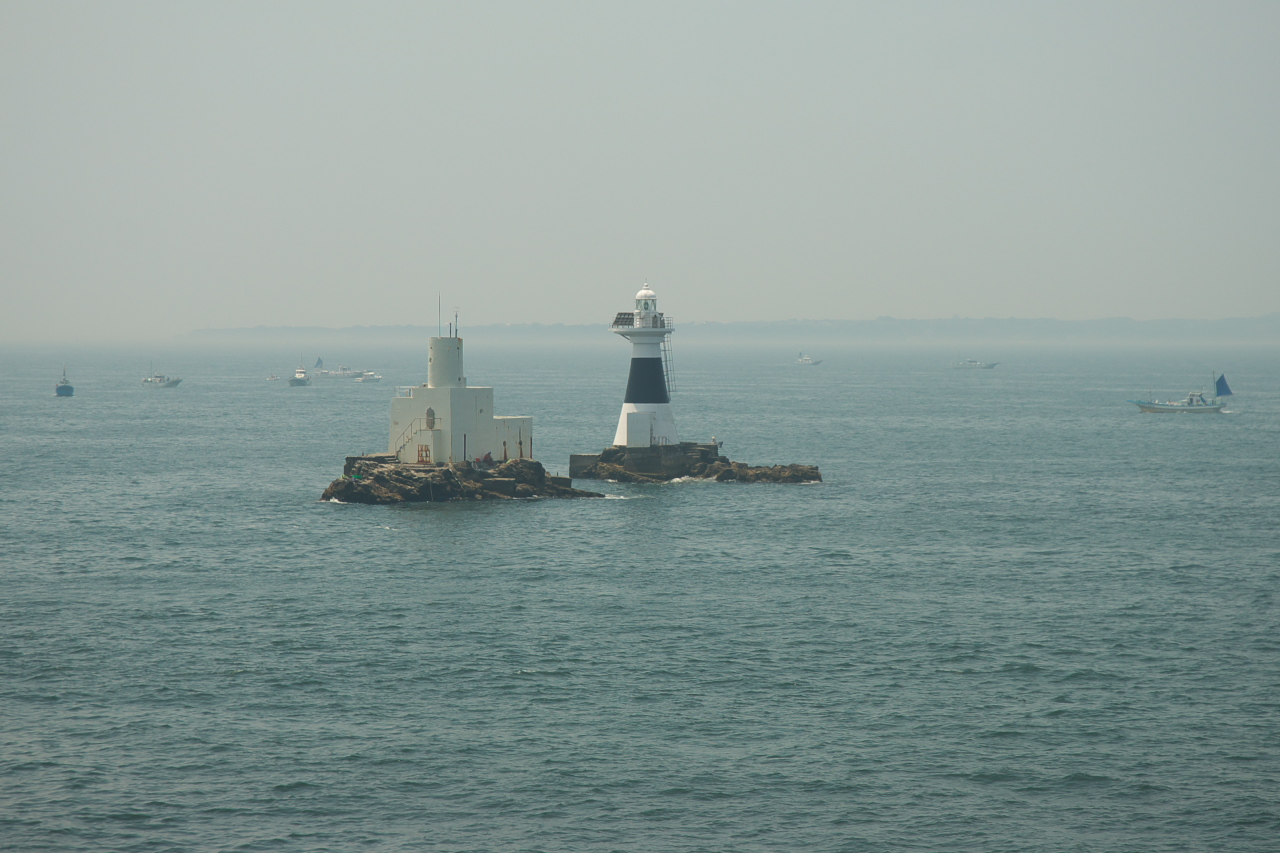
ニホンアシカの生息地だったアシカ島。

### 生態系の欠落

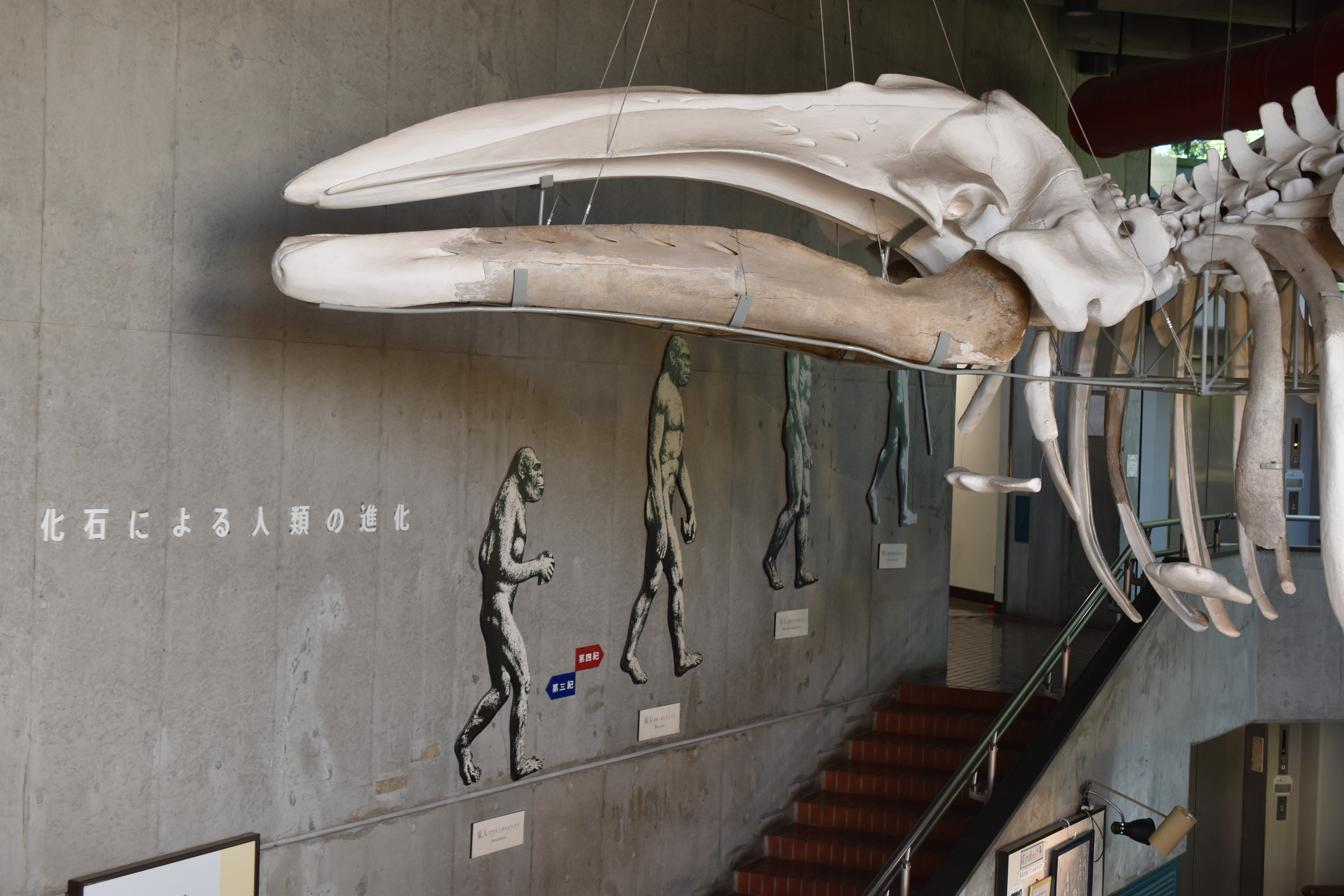
1958年に市川市で発見されたコククジラの骨格標本（市川考古博物館）。縄文時代にも本種が東京湾に回遊していた可能性を示唆させる記録とされている。

上記の通り、現在の東京湾の生態系は、マクロ・ミクロ問わずに様々な生物種が激減したり欠落した状態である。とくにメガファウナに関しては、現在では本来の生態系から喪失した部分が大きい。
明治時代まではアシカ島など湾内では絶滅種であるニホンアシカが繁殖し、数多くの鯨類も見られた。古式捕鯨の主対象であったセミクジラやザトウクジラやコククジラを中心とした沿岸性が強いヒゲクジラ類が湾内に回遊していた可能性が高く、三浦浄心も『慶長見聞集』にて「江戸浦」を遊泳するクジラに言及しており、袖ヶ浦や浦安沖から湾奥部などでよく見られた「クジラまわし」と呼ばれる光景は、冬の風物詩の一つとされた。また、シロナガスクジラの可能性がある記録（寛政の鯨）も存在する。後述の通り、ツチクジラも浦賀水道から鋸南町の一帯に多数が回遊していた。
しかし、明治40年頃にはニホンアシカは乱獲によって関東の一帯から姿を消した。また、（外国船による日本近海の主だった捕鯨が展開されるよりも前である）文禄期に東京湾と相模湾の周辺でのクジラの多さが起因して、三浦半島を皮切りに東日本では珍しく組織的な捕鯨が展開され、瞬く間に「関東諸浦」に拡大した。東京湾一帯では、三浦半島における操業および鋸南町の浮島での醍醐新兵衛が率いる鯨組によるツチクジラを主対象とした組織的な捕鯨が発達した。しかし三浦浄心が憂慮するほど乱獲が進行し、江戸時代から明治時代を境に東京湾や三浦半島への大型鯨類の安定した回遊は消滅したと思わしい。
哺乳類ではないが、ヒゲクジラ類と食性等に類似性が強いウバザメも、1970年代までの乱獲の結果、太平洋全体で絶滅危惧種となり、東京湾一帯だけでなく日本列島や東アジア全体でも以降の確認は非常に少ない。

### 赤潮と青潮
多摩川、鶴見川、荒川、隅田川、江戸川、小櫃川などが注いでいるが、湾口が狭く外海との海水の交換は行われにくい。そのためプランクトンの異常発生である赤潮が度々発生してきた。
1960年代から1970年代の東京湾沿岸部の埋め立ての際、埋め立て土砂を海底から採取したために、流れの悪い浚渫窪地ができた。ここに貧酸素水塊と栄養塩が溜まり、嫌気性細菌により大量の硫化水素が発生する。このことが青潮の発生源の一つとなっている。現在の東京湾では約1億立方メートルの浚渫窪地が存在する。

### 干潟の再生
江戸時代から現代にかけて、沿岸や浅瀬が相次ぎ埋め立てられた。これにより湾内には明治・大正期に造られた海堡を始め、70を超える人工島がある。対して、自然島は現在横須賀市沖の猿島および鋸南町沖の浮島等がある。
沿岸の埋め立てに伴い干潟面積は大きく減少しているが、海水の浄化作用があること、海生生物や野鳥の生息に欠かせない自然環境であることから、残された天然の干潟に対する保護運動が起きている。現在、東京湾に残る干潟は以下の通り。
- 野島海岸（神奈川県）
- 多摩川河口干潟
- 三枚洲（東京都）
- 三番瀬（千葉県）
- 谷津干潟（千葉県）
- 盤洲干潟（千葉県）
- 富津干潟（千葉県）

干潟は東京湾に生息するスズキやタイ、貝類など日本固有種を含む漁業価値の高い魚介類の稚魚の生息地となっており、これを保護・拡張することは環境面のみならず東京湾の漁業や観光（釣り）などの事業価値を高めることにもつながるため、その価値は大変高いものである。
東京都港区のお台場では、1990年代以降砂を運んで人工の干潟を作る試みが行われている。この人工干潟では、アサリを始めとする生き物が戻りつつある。

### 合流式下水道越流水問題
雨水も生活排水などの下水も、下水道を通じて下水処理場まで運んでいる場合、大量の雨水が下水道に流れ込んでしまい、下水道管で受け止めきれなかった一定量については、汚水未処理のまま河川の公共水域に放流せざるを得ない状況が発生しており、大雨時には放流海域での大腸菌数の増加など、環境影響が発生している。

### 家庭排水対策
化学的酸素要求量（COD）の上昇などで示される東京湾の水質汚濁は、富栄養化の原因物質である窒素、リンともに約7割が家庭排水によるものであり、その主たるものは糞尿である。
対策として、合併浄化槽の整備や下水処理場の高度化、合流式下水道の改善などが行われている。

### 海洋清掃船
東京湾内の浮遊ゴミおよび浮遊油を回収する目的で、清掃兼油回収船「べいくりん」が国土交通省関東地方整備局・千葉港湾事務所により運用されている。

## 交通

### 東京湾を横断する交通
- 東京湾アクアライン
- 東京湾フェリー

### 東京湾を発着する旅客船の施設・運航事業者
- 東京港
- 東京都観光汽船
- 横浜港#航路
- 千葉港#航路

### 東京湾沿いの陸上交通
- 首都高速湾岸線

## 架空の東京湾埋め立て都市
- 『AKIRA (漫画)』のネオ東京
- 『機動警察パトレイバー』のバビロンプロジェクト